# Samtgemeinde Rodenberg
Samtgemeinde Rodenberg er en Samtgemeinde med seks kommuner og knap 15.450 indbyggere (2013), i den østlige del af Landkreis Schaumburg, i den nordlige del af den tyske delstat Niedersachsen. Samtgemeindens administration ligger i byen Rodenberg.

## Geografi
Samtgemeinden ligger i Deister-Sünteldalen mellem højdedragene Deister, Süntel og Bückeberge, sydvest for Hannover. Med Bundesstraßen B442 und B65 og motorvejen A2 (frakørsel Lauenau) er der gode forbindelser til Hannover, Bielefeld og Hameln. Floden Rodenberger Aue og flere små bække løber gennem samtgemeinden.

### Inddeling
- Apelern med landsbyerne Groß Hegesdorf, Kleinhegesdorf, Lyhren, Reinsdorf og Soldorf samt bebyggelsen Allern, Rehbruchsmühle og Riesenmühle
- Hülsede med landsbyerne Meinsen og Schmarrie samt bebyggelserne Bussenmühle, Eisenhammer, Herriehausen, Mittelmühle, Niedermühle og Pulvermühle
- Lauenau med landsbyen Feggendorf samt bebyggelserne Blumenhagen og Lübbersen
- Messenkamp med landsbyen Altenhagen II samt bebyggelserne Alte Ziegelei, Hobboken, Klein Amerika og Schweiz
- Pohle med bebyggelsen Wischmühle
- Rodenberg med landsbyen Algesdorf og bebyggelsen Domäne Rodenberg